# Henutsen
| H | nw · t | s | n |

| H | nw · t | s | n |

Henutsen byla staroegyptská královna, která žila během 4. dynastie. Byla manželkou faraona Chufua a pravděpodobně pohřbena v Gíze v jedné z malých pyramid u Chufuovy pyramidy.

## Identita

### Život
Možná byla dcerou faraona Snofrua, ačkoliv jako dcera krále je označena jen jednou, a to až v pozdější době. Jediný její jistý titul je titul „královské manželky“.

### Děti
Henutsen měla asi tři syny, Chufuchafa, Minchafa a Rachefa. Všichni jsou pohřbeni v Gíze.

## Hrobka
Henutsen byla pravděpodobně pohřbena v pyramidě G1-c. Tato hrobka je jedna ze třech menších pyramid u Chufuovy pyramidy. Jelikož není přímo v ose naproti Velké pyramidě, nebyla pravděpodobně původně součástí Chufuova pyramidového komplexu. G1-c se nachází také blízko mastaby G 7140 jejího syna Chufuchafa. Rainer Stadelmann považuje prince Chufuchafa za totožného s faraonem Rachefem a možná tuto hrobku postavil svojí matce právě on.